# Schloss Einstein/Staffel 28
Die achtundzwanzigste Staffel der deutschen Seifenoper Schloss Einstein für Kinder und Jugendliche umfasst 26 Episoden (Folgen 1079–1104).

## Dreharbeiten
Gedreht wurde vom 22. Mai 2024 bis 31. Oktober 2024 in Erfurt und Umgebung, unter anderem auf dem Drosselberg sowie im Steigerwaldstadion.

## Besetzung
Sortiert nach der Reihenfolge des Einstiegs, danach nach den Nachnamen der Schauspieler.
| Schauspieler                        | Rollenname                   | Folgen                       | Jahr | Bemerkungen |
| ----------------------------------- | ---------------------------- | ---------------------------- | ---- | --- |
| Prägende Charaktere:                |                              |                              |      | |
| Schüler:                            |                              |                              |      | |
| Kiana Ben Attou                     | Maximiliane „Maxi“ Zielenski | 1079–1104                    | 2025 | Enkelin von Udo Winkler; Tochter von Soraya Zielenski; Teilnehmerin am 2. Survival-Camp                                    |
| Nelly Borodina                      | Eleonora „Elly“ Hockenbrink  | 1079–1104                    | 2025 | Schwester von Joshua; Freundin von Ava; Mitbewohnerin von Massuda und Luna; Teilnehmerin am 1. Survival-Camp               |
| Lennox Dreer                        | Hugo Lehmann                 | 1079–1104                    | 2025 | Sohn von Prof. Dr. Franziska Lehmann; Teilnehmer am 2. Survival-Camp                                                       |
| Janisa Glasow                       | Tahmina „Tahmi“ Ziaar        | 1079–1104                    | 2025 | Nichte von Emilia Amani; Mitbewohnerin von Ruby und Chiara; Mitglied der Schülerband „Rocket Science“                      |
| Marlon Heinrich                     | Simon Reuter                 | 1079–1104                    | 2025 | Läufer in der Sprint-Staffel; Mitbewohner von Leon und Sami                                                                |
| Charlotte Elma Heß                  | Frida Ellerswik              | 1079–1104                    | 2025 | Teilnehmerin am 2. Survival-Camp                                                                                           |
| Sonia Kantati                       | Ruby Miller                  | 1079–1104                    | 2025 | Mitbewohnerin von Chiara und Tahmi; Mitglied der Schülerband „Rocket Science“                                              |
| Jona Kirchner                       | Mikka Lund-Mayr              | 1079–1104                    | 2025 | Mitbewohner von Karl; Mitglied der Schülerband „Rocket Science“; Teilnehmer am 1. Survival-Camp                            |
| Joël Massy Kohandel                 | Sami Haddad                  | 1079–1104                    | 2025 | Roundnetpartner und Freund von Luna; Mitbewohner von Leon und Simon                                                        |
| Dean-Ryan Kuhlig                    | Leon/Lee Gajewsky            | 1079–1104                    | 2025 | Bruder von Charlotte; Mitbewohner von Simon und Sami                                                                       |
| Tisa Pharischad Khumyim             | Massuda Maalouf              | 1079–1104                    | 2025 | Läuferin in der Sprint-Staffel; Mitbewohnerin von Elly und Luna                                                            |
| Matti Schneider                     | Marlon Beck                  | 1079–1104                    | 2025 | Freund von Nesrin; Chefredakteur des NeXpress; Mitbewohner von Joshua und Malik                                            |
| Lance Gernot Simon                  | Karl Walter                  | 1079–1104                    | 2025 | Mitbewohner von Mikka; Teilnehmer am 2. Survival-Camp                                                                      |
| Mia Stieber                         | Ava Eilers                   | 1079–1104                    | 2025 | Schwester von Patrick; Freundin von Elly; Teilnehmerin am 1. Survival-Camp                                                 |
| Georg Trappe                        | Joshua „Joshi“ Hockenbrink   | 1079–1104                    | 2025 | Bruder von Elly; Mitbewohner von Marlon und Malik; Teilnehmer am 2. Survival-Camp                                          |
| Jonathan Vöhringer                  | Malik Behringer              | 1079–1104                    | 2025 | Mitbewohner von Marlon und Joshua; Teilnehmer am 1. Survival-Camp                                                          |
| Marilou Weilandt                    | Luna Fernandez               | 1079–1104                    | 2025 | Roundnetpartnerin und Freundin von Sami; Mitbewohnerin von Elly und Massuda                                                |
| Jamila Weintritt                    | Chiara Dorn                  | 1079–1104                    | 2025 | beste Freundin von Reena; Betreiberin des Schulgartens; Mitbewohnerin von Ruby und Tahmi; Teilnehmerin am 1. Survival-Camp |
| Lehrer:                             |                              |                              |      | |
| Frederic Heidorn                    | Sascha Hauser                | 1079–1088                    | 2025 | Lehrer für Sport und Französisch; Sportkoordinator                                                                         |
| Ill-Young Kim                       | Jong Hi Chung                | 1080–1091                    | 2025 | Schuldirektor; Lehrer für Mathematik, Physik und Sport                                                                     |
| Meri Koivisto                       | Ainikki Holopainen           | 1080–1102                    | 2025 | Lehrerin für Biologie und Chemie                                                                                           |
| Liz Baffoe                          | Changa Miesbach              | 1081–1092                    | 2025 | Lehrerin für Englisch, Kunst, Musik und Darstellendes Spiel                                                                |
| Olaf Burmeister                     | Dr. Heinrich „Heiner“ Zech   | 1088–1097                    | 2025 | stellvertretender Schuldirektor; Lehrer für Latein, Geschichte und Geografie                                               |
| Tua El-Fawwal                       | Emilia Amani                 | 1090–1101                    | 2025 | Referendarin; Tante von Tahmi                                                                                              |
| weiteres Schul-/ Internatspersonal: |                              |                              |      | |
| Caroline Groß                       | Charlotte Gajewsky           | 1094–1095                    | 2025 | Schwester von Leon |
| Elisa Ueberschär                    | Wiebke Schiller              | 1080–1100                    | 2025 | gelernte Tischlerin; Internatsleiterin und Erzieherin; Hausmeisterin                                                       |
| Robert Schupp                       | Dr. Michael Berger           | 1095–1104                    | 2025 | Leiter des Schulverwaltungsamtes                                                                                           |
| Nebencharaktere:                    |                              |                              |      | |
| Schüler:                            |                              |                              |      | |
| Julie Marienfeld                    | Nesrin Schulze               | 1081, 1086, 1089, 1093, 1096 | 2025 | Freundin von Marlon |
| Sophia Leonie Mauritz               | Reena Kumari                 | 1098                         | 2025 | beste Freundin von Chiara; Freundin von Gustav                                                                             |
| Isabella Jones                      | Dilara Williams              | 1104                         | 2025 | Spielpartnerin von Malik; im Spiel unter dem Pseudonym Shibuya bekannt                                                     |
| Erwachsene:                         |                              |                              |      | |
| Arne Kertész                        | Oliver Probst                | 1096                         | 2025 | Assistenzarzt im Johannes-Thal-Klinikum                                                                                    |
| Kathi Wolf                          | Prof. Dr. Franziska Lehmann  | 1101–1102, 1104              | 2025 | Mutter von Hugo Lehmann Stimmenauftritt in Episode 1096                                                                    |
| Manfred Möck                        | Udo Winkler                  | 1103                         | 2025 | Vater von Soraya Zielenski; Großvater von Maxi Zielenski                                                                   |

## Episoden
| Nr. (ges.) | Nr. (St.) | Originaltitel | Erstausstrahlung | Regie           | Drehbuch                | Alternativtitel                       |
| ---------- | --------- | ------------- | ---------------- | --------------- | ----------------------- | ------------------------------------- |
| 1079       | 1         | Folge 1079    | 3. März 2025     | Severin Lohmer  | Max Honert              | Die besten Tage                       |
| 1080       | 2         | Folge 1080    | 3. März 2025     | Severin Lohmer  | Max Honert              | Der Ruf der Wildnis                   |
| 1081       | 3         | Folge 1081    | 10. März 2025    | Severin Lohmer  | Luisa Nöllke            | Einfach Überleben                     |
| 1082       | 4         | Folge 1082    | 10. März 2025    | Severin Lohmer  | Luisa Nöllke            | Liebe auf Probe                       |
| 1083       | 5         | Folge 1083    | 17. März 2025    | Severin Lohmer  | Janine Dittmann         | Recht und Gerechtigkeit               |
| 1084       | 6         | Folge 1084    | 17. März 2025    | Alkmini Boura   | Luise Lindner           | Im Zweifel für Hauser                 |
| 1085       | 7         | Folge 1085    | 24. März 2025    | Alkmini Boura   | Luise Lindner           | Tatort: Podcast                       |
| 1086       | 8         | Folge 1086    | 24. März 2025    | Alkmini Boura   | Emanuel Tessema         | Rollentausch                          |
| 1087       | 9         | Folge 1087    | 31. März 2025    | Alkmini Boura   | Paul Markurt            | Das Survival Camp                     |
| 1088       | 10        | Folge 1088    | 31. März 2025    | Alkmini Boura   | Paul Markurt            | Mikka und die Hexe vom Haarberg       |
| 1089       | 11        | Folge 1089    | 7. Apr. 2025     | Benjamin Teske  | Marvin Machalett        | Die Detektei                          |
| 1090       | 12        | Folge 1090    | 7. Apr. 2025     | Benjamin Teske  | Marvin Machalett        | Das Gesetz der Freundschaft           |
| 1091       | 13        | Folge 1091    | 14. Apr. 2025    | Benjamin Teske  | Livia Valensise         | Zum Chillen verurteilt                |
| 1092       | 14        | Folge 1092    | 14. Apr. 2025    | Benjamin Teske  | Livia Valensise         | Survival Camp reloaded                |
| 1093       | 15        | Folge 1093    | 21. Apr. 2025    | Victoria Schulz | Georg Malcovati         | Unheimliche Symbole                   |
| 1094       | 16        | Folge 1094    | 21. Apr. 2025    | Victoria Schulz | Tajo Hurrle             | Schachmatt                            |
| 1095       | 17        | Folge 1095    | 28. Apr. 2025    | Victoria Schulz | Dana Bechtle-Bechtinger | Nichts als die Wahrheit               |
| 1096       | 18        | Folge 1096    | 28. Apr. 2025    | Victoria Schulz | Dana Bechtle-Bechtinger | Spurensuche                           |
| 1097       | 19        | Folge 1097    | 5. Mai 2025      | Nils Dettmann   | Paul Markurt            | Gutes Recht - Schlechtes Gewissen     |
| 1098       | 20        | Folge 1098    | 5. Mai 2025      | Nils Dettmann   | Yashi Freitag           | Entscheidungen, die die Welt bedeuten |
| 1099       | 21        | Folge 1099    | 12. Mai 2025     | Nils Dettmann   | Marvin Machalett        | Rocket Science                        |
| 1100       | 22        | Folge 1100    | 12. Mai 2025     | Nils Dettmann   | Marvin Machalett        | Bis die Feuerwehr kommt               |
| 1101       | 23        | Folge 1101    | 19. Mai 2025     | Nadine Keil     | Georg Malcovati         | Die richtigen Worte                   |
| 1102       | 24        | Folge 1102    | 19. Mai 2025     | Nadine Keil     | Georg Malcovati         | Schuld und Berger                     |
| 1103       | 25        | Folge 1103    | 26. Mai 2025     | Nadine Keil     | Dana Bechtle-Bechtinger | Der Prozess                           |
| 1104       | 26        | Folge 1104    | 26. Mai 2025     | Nadine Keil     | Georg Malcovati         | Das Urteil                            |